# La Calera (San Juan de los Lagos)
La Calera es una localidad del estado mexicano de Jalisco. Es parte del municipio de San Juan de los Lagos.

## Demografía
| Censo | Población |
| ----- | --------- |
| 2010  | 896       |
| 2020  | 1 017     |